# Metal on Metal
| Recensione | Giudizio |
| ---------- | -------- |
| AllMusic   | [ 1 ]    |

Metal on Metal è il secondo album del gruppo canadese Anvil, pubblicato il 15 aprile 1982.

## Tracce
Testi e musiche di Anvil.
1. Metal on Metal – 3:58
2. Mothra – 5:08
3. Stop Me – 5:30
4. March of the Crabs (Instrumental) – 2:36
5. Jackhammer – 3:34
6. Heat Sink – 3:58
7. Tag Team – 4:12
8. Scenery – 4:45
9. Tease Me, Please Me – 4:58
10. 666 – 4:46

## Formazione
- Steve "Lips" Kudlow – voce, chitarra elettrica
- Dave Allison – chitarra elettrica, voce su Stop Me
- Ian Dickson – basso
- Robb Reiner – batteria